# Lijst van voetbalinterlands India - Irak
Deze lijst van voetbalinterlands is een overzicht van alle officiële voetbalinterlands tussen de nationale teams van India en Irak. De landen hebben tot nu toe zeven keer tegen elkaar gespeeld. De eerste ontmoeting, een wedstrijd tijdens de Aziatische Spelen 1974, werd gespeeld in Teheran (Iran) op 3 september 1974. Het laatste duel, een vriendschappelijke wedstrijd, vond plaats op 7 september 2023 in Chiang Mai (Thailand).

## Wedstrijden
| № | Plaats     | Datum            | Competitie             | Wedstrijd    | Uitslag |
| - | ---------- | ---------------- | ---------------------- | ------------ | ------- |
| 1 | Teheran    | 3 september 1974 | Aziatische Spelen 1974 | Irak − India | 3 − 0   |
| 2 | Bangkok    | 20 december 1978 | Aziatische Spelen 1978 | Irak − India | 3 − 0   |
| 3 | Calcutta   | 12 maart 1995    | Vriendschappelijk      | India − Irak | 1 − 1   |
| 4 | Kochi      | 6 april 1997     | Vriendschappelijk      | India − Irak | 0 − 1   |
| 5 | Kochi      | 10 april 1997    | Vriendschappelijk      | India − Irak | 1 − 1   |
| 6 | Sharjah    | 11 november 2010 | Vriendschappelijk      | Irak − India | 2 − 0   |
| 7 | Chiang Mai | 7 september 2023 | Vriendschappelijk      | Irak − India | 2 − 2   |

## Samenvatting
| Competitie        | Totaal gespeeld | Winst India | Gelijk | Winst Irak | Doelsaldo India – Irak |
| ----------------- | --------------- | ----------- | ------ | ---------- | ---------------------- |
| Aziatische Spelen | 2               | 0           | 0      | 2          | 0 − 6                  |
| Vriendschappelijk | 5               | 0           | 3      | 2          | 4 − 7                  |
| Totaal            | 7               | 0           | 3      | 4          | 4 − 13                 |

AIFF · A-Internationals · Bondscoaches · Statistieken · Olympisch elftal · Indiaas vrouwenelftal · India U21 · India U20 · India U19 · India U18 · India U17
1930 – 1949 · 
1950 – 1959 · 
1960 – 1969 · 
1970 – 1979 · 
1980 – 1989 · 
1990 – 1999 · 
2000 – 2009 · 
2010 – 2019 ·
2020 − 2029
Afghanistan ·
Argentinië ·
Australië ·
Azerbeidzjan · 
Bahrein ·
Bangladesh ·
Bhutan ·
Brunei ·
Cambodja ·
China ·
Curaçao ·
Fiji ·
Filipijnen ·
Finland ·
Ghana ·
Guam ·
Guyana ·
Hongarije ·
Hongkong ·
IJsland ·
Indonesië ·
Irak ·
Iran ·
Israël ·
Jamaica ·
Japan ·
Jemen ·
Jordanië ·
Kameroen ·
Kenia ·
Kirgizië ·
Koeweit ·
Laos ·
Libanon ·
Macau ·
Malediven ·
Maleisië ·
Marokko ·
Mauritius ·
Mongolië ·
Myanmar ·
Namibië ·
Nepal ·
Nieuw-Zeeland ·
Noord-Korea ·
Oezbekistan ·
Oman ·
Pakistan ·
Palestina ·
Peru ·
Polen ·
Puerto Rico ·
Qatar ·
Saint Kitts en Nevis ·
Saoedi-Arabië ·
Singapore ·
Sovjet-Unie ·
Sri Lanka ·
Suriname ·
Syrië ·
Tadzjikistan ·
Taiwan ·
Thailand ·
Trinidad en Tobago ·
Turkmenistan ·
Uruguay ·
Vanuatu ·
Verenigde Arabische Emiraten ·
Vietnam ·
Wit-Rusland ·
Zambia ·
Zuid-Korea ·
Zuid-Vietnam
IFA · A-internationals · Statistieken · Iraaks vrouwenelftal · Irak U21 · Irak U20 · Irak U19 · Irak U18 · Irak U17
1950 – 1969 ·
1970 – 1979 ·
1980 – 1989 ·
1990 – 1999 ·
2000 – 2009 ·
2010 – 2019 ·
2020 − 2029
Afghanistan ·
Algerije ·
Argentinië ·
Australië ·
Azerbeidzjan ·
Bahrein ·
België ·
Bolivia ·
Botswana ·
Brazilië ·
Cambodja ·
Chili ·
China ·
Colombia ·
Congo-Kinshasa ·
Cyprus ·
DDR ·
Ecuador ·
Egypte ·
Estland ·
Filipijnen ·
Finland ·
Ghana ·
Guinee ·
Hongkong ·
India ·
Indonesië ·
Iran ·
Japan ·
Jemen ·
Jordanië ·
Kazachstan ·
Kenia ·
Kirgizië ·
Koeweit ·
Libanon ·
Liberia ·
Libië ·
Macau ·
Maleisië ·
Marokko ·
Mauritanië ·
Mexico ·
Myanmar ·
Nepal ·
Nieuw-Zeeland ·
Noord-Korea ·
Oeganda ·
Oezbekistan ·
Oman ·
Pakistan ·
Palestina ·
Paraguay ·
Peru ·
Polen ·
Qatar ·
Roemenië ·
Rusland ·
Saoedi-Arabië · 
Sierra Leone · 
Singapore ·
Soedan ·
Spanje · 
Sri Lanka ·
Syrië · 
Tadzjikistan · 
Taiwan · 
Thailand · 
Trinidad en Tobago ·
Tunesië ·
Turkije ·
Turkmenistan ·
Uruguay ·
Verenigde Arabische Emiraten ·
Vietnam ·
Zambia ·
Zuid-Afrika ·
Zuid-Jemen ·
Zuid-Korea